# 馬良西克 (大巴加奇卡區)
49°54′25″N 33°41′57″E / 49.90694°N 33.69917°E
馬良斯凱（烏克蘭語：Мар'янське），是位於烏克蘭中部的村落，隸屬波爾塔瓦州的米爾霍羅德區。該村分別距離米哈伊利夫卡0.5公里和沃維尼揚卡1.5公里，面積1.01平方公里，2001年人口276。